# Rescue Island
Rescue Island (von englisch rescue ‚Rettung, Bergung‘) ist eine kleine Insel vor der Ingrid-Christensen-Küste des ostantarktischen Prinzessin-Elisabeth-Lands. Sie gehört zu den Rauer-Inseln und liegt 700 m südöstlich des Zentrums von Varyag Island.
Australische Wissenschaftler benannten sie nach einer Rettungsaktion von auf Ranvik Island gestrandeten Forschern, bei denen die Retter von Efremova Island kommend auf dieser Insel Zwischenstation machten, um den weiteren Weg über einen Kanal südöstlich der Hyslop-Inseln auszukundschaften.